# Zdeněk Šimek

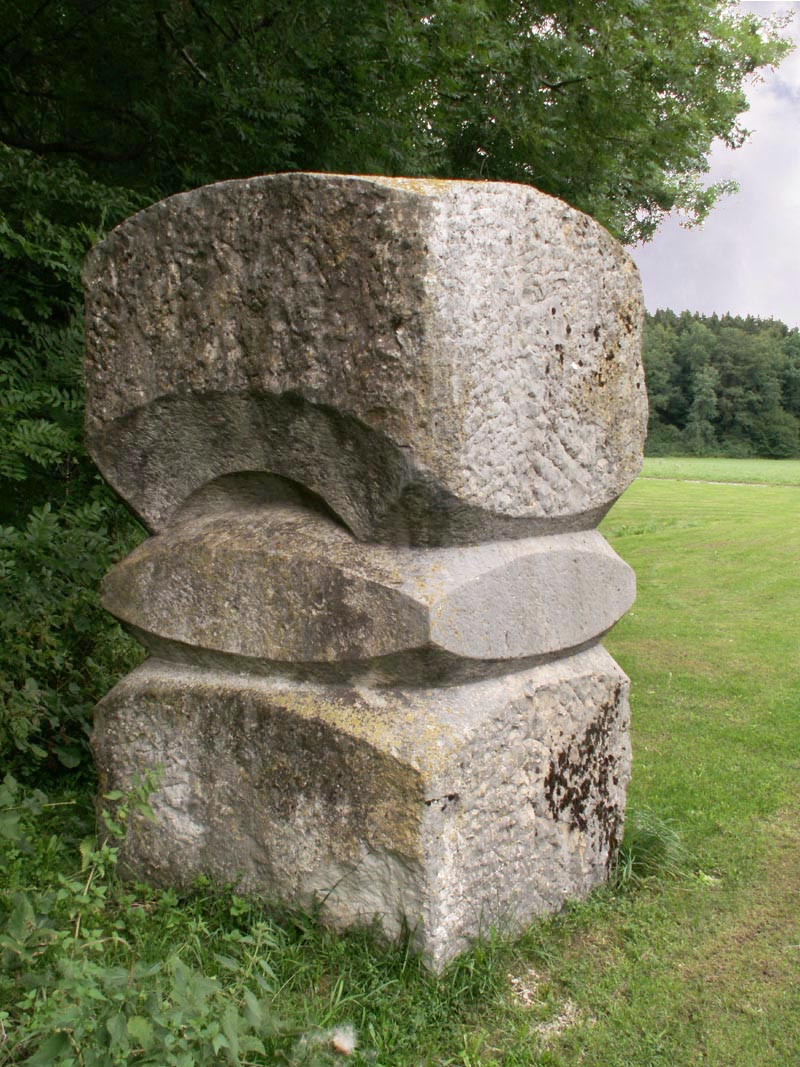
Skulptur auf dem Skulpturenweg Oggelshausen

Zdeněk Šimek (* 19. April 1927 in Veselí nad Lužnicí; † 1970 in Prag) war ein tschechischer Bildhauer.

## Leben und Werk
Zdeněk Šimek besuchte die Akademie für Kunst, Architektur und Design Prag und studierte bei Josef Wagner Bildhauerei mit Olbram Zoubek und seiner späteren Ehegattin Eva Kmentová. Im Jahre 1964 wurde er Mitglied der bis 1970 bestehenden Künstlergruppe Trasa. Das Werk von Šimek ging in die Richtung der abstrakten Kunst und war stark  minimalistisch.
Das Werk Šimeks ist Bestandteil der Dauerausstellung für abstrakte Bildhauerei in der Nationalgalerie Prag.
Eines seiner letzten Werke war eine steinerne Sonnenuhr, die er 1969 als Hobby-Astronom für die Stadt Prachatice entwarf.
Sein gesamtes Werk fand erst nach seinem Tode in den 1970er Jahren Anerkennung.

## Bildhauersymposien
Als Steinbildhauer nahm Šimek an mehreren Bildhauersymposien teil:
- 1966: Bildhauersymposion Hořice
- 1967: Bildhauersymposion Krastal im Krastal in Österreich
- 1967: Bildhauersymposium in der Lüneburger Heide
- 1969/70: Bildhauersymposion Oggelshausen in Oggelshausen

| Personendaten    | Personendaten                        |
| ---------------- | ------------------------------------ |
| NAME             | Šimek, Zdeněk                        |
| KURZBESCHREIBUNG | tschechischer Bildhauer              |
| GEBURTSDATUM     | 19. April 1927                       |
| GEBURTSORT       | Veselí nad Lužnicí, Tschechoslowakei |
| STERBEDATUM      | 1970                                 |
| STERBEORT        | Prag                                 |